# Acacia rubida
Acacia rubida — вид квіткових рослин з родини бобових. Ареал: Австралія (Новий Південний Уельс, Квінсленд, Вікторія).

## Середовище
Цей вид росте в сухих склерофільних лісах і лісах, на піднесених скелястих ділянках, також інвазивний уздовж узбіччя доріг.

## Біоморфологічна характеристика
Це кущисте дерево (2–10 метрів заввишки) з блідо-жовтими квітками, які цвітуть з липня по листопад.

## Використання та торгівля
Цей вид комерційно продається для садівництва.